# 平井 (宝塚市)
平井（ひらい）は兵庫県宝塚市の地名。1丁目から5丁目までが存在する。郵便番号は、平井が665-0816、平井山荘が665-0817。

## 概要
平井は1955年まで長尾村の一部であったが1955年3月10日に宝塚市の一部となった。

## 世帯数と人口
2022年（令和4年）7月31日現在の世帯数と人口は以下の通りである。
| 町丁       | 世帯数    | 人口    |
| ---------- | --------- | ------- |
| 平井一丁目 | 450世帯   | 951人   |
| 平井二丁目 | 409世帯   | 823人   |
| 平井三丁目 | 264世帯   | 641人   |
| 平井四丁目 | 266世帯   | 736人   |
| 平井五丁目 | 302世帯   | 636人   |
| 平井六丁目 | 123世帯   | 349人   |
| 平井七丁目 | 9世帯     | 19人    |
| 平井山荘   | 450世帯   | 989人   |
| 計         | 2,273世帯 | 5,144人 |

## 小・中学校の学区
市立小・中学校に通う場合、学区は以下の通りとなる。
| 番地                         | 学校                       |
| 小学校                       | 小学校                     |
| ---------------------------- | -------------------------- |
| 平井、平井1～6丁目、平井山荘 | 宝塚市立長尾小学校         |
| 平井7丁目                    | 宝塚市立長尾南小学校       |
| 中学校                       |                            |
| 大字平井、平井2～7丁目       | 宝塚市立南ひばりガ丘中学校 |
| 平井1丁目、平井山荘          | 宝塚市立山手台中学校       |

## 施設
- 山本駅
- 平井車庫